# Orde van de Vrede en het Geloof
De Orde van de Vrede en het Geloof werd in 1229 door aartsbisschop Améné van Auch, de bisschop van Cominges en anderen gesticht als een militaire orde die de straatrovers,"routiers" genoemd, moest bestrijden en in het bijzonder de kerkelijke goederen moest beschermen.
Al in 1261 werd de orde weer opgeheven.
Ackermann vermeldt de Orde als een historische orde van Frankrijk.